# Voglje (gmina Sežana)
Voglje – wieś w Słowenii, w gminie Sežana. W 2018 roku liczyła 80 mieszkańców.